# Bjambyn Rinczen
Bjambyn Rinczen (ur. 21 listopada 1905 w Kiachcie, zm. 4 marca 1977 w Ułan Bator) – mongolski pisarz, jeden z twórców współczesnej literatury mongolskiej, etnograf, historyk, językoznawca i tłumacz – przekładał na język mongolski także utwory literatury polskiej.
Rinczen studiował w latach 20. w Leningradzie, a doktorat z mongolistyki uzyskał w 1956 na Węgrzech. Był członkiem Mongolskiej Akademii Nauk. Z jego prac naukowych została przełożona na język polski praca religioznawcza o lamaizmie Lamajskie maski taneczne (1970).
Należał do najważniejszych pisarzy współczesnych swojego kraju. Debiutował w 1923 w prasie literackiej, a jego poezja, powieści, eseje i opowiadania wywarły znaczny wpływ na rozwój literatury mongolskiej. W 1935 został redaktorem naczelnym gazety „Ünen”, współredagował także pisma literackie.
Przetłumaczył na język mongolski 80 dzieł 25 pisarzy 15 krajów. Literaturę polską tłumaczył z oryginału – do ważniejszych przekładów należą wiersze wybrane Adama Mickiewicza (1955), Popiół i diament Jerzego Andrzejewskiego (1978), Tęcza Wandy Wasilewskiej (1970) oraz Nowa miłość Jarosława Iwaszkiewicza. Rozpoczął prace nad przekładem Pana Tadeusza. Żywił silne przywiązanie do twórczości Kraszewskiego, która wywarła wpływ na jego własną twórczość historyczną.
Otrzymał odznakę „Zasłużony dla kultury polskiej”.